# Jupiler

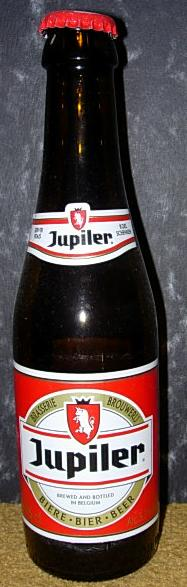
Ampolla de Jupiler

La Jupiler és una cervesa belga produïda a la regió de Valònia. Aquesta cervesa rossa de fermentació baixa de tipus pils o pilsener està fabricada per Piedboeuf (avui dia grup InBev, antiga Interbrew de Jupille dins de la província de Lieja).
La Jupiler és una cervesa relativament jove: va ser llançada al mercat per Piedboeuf l'any 1966 i s'ha convertit en la cervesa número u dins del mercat de pilsener a Bèlgica.
Jupiler atorga el seu nom a la primera divisió de futbol belga, la Jupiler Pro League, i a la segona divisió de futbol holandesa, la Jupiler League.

## Característiques
- Ingredients: malt, blat de moro, aigua, llevat
- Grau d'alcohol: de 0,55 a 5,2% vol.
- Temperatura ideal: 3 °C
- Fermentació: Baixa
- L'eslògan de Jupiler és "Els homes saben per què".

## Varietats
- Jupiler, 5,2 % de vol. d'alcohol
- Jupiler N.A., 0,5 % de vol. d'alcohol
- Jupiler Blue, 3,3 % de vol. d'alcohol
- Jupiler Blue Lemon & Lime, 3,3 % de vol. d'alcohol
- Jupiler Tauro, 8,3 % de vol. d'alcohol